# Léon Pety de Thozée
Léon Théodore Marie Pety de Thozée, né à Liège le 14 novembre 1841 et mort à Othée le 10 février 1912 , était un gouverneur belge de province, docteur en droit de l'Université de Liège (1862).

## Biographie
Pety fut gouverneur de la province de Namur de 1881 à 1882 puis de Liège de 1882 à 1908.
Il fut président d'honneur du Cercle royale d'arboriculture de Liège. Ses cultures étaient dirigées par Henri Monville (1841-1914) époux de Marie-Joseph Drisket, celle-ci donnant son nom à une variété de pommes, la "Marie Joseph d'Othée".